# Frédéric Darras

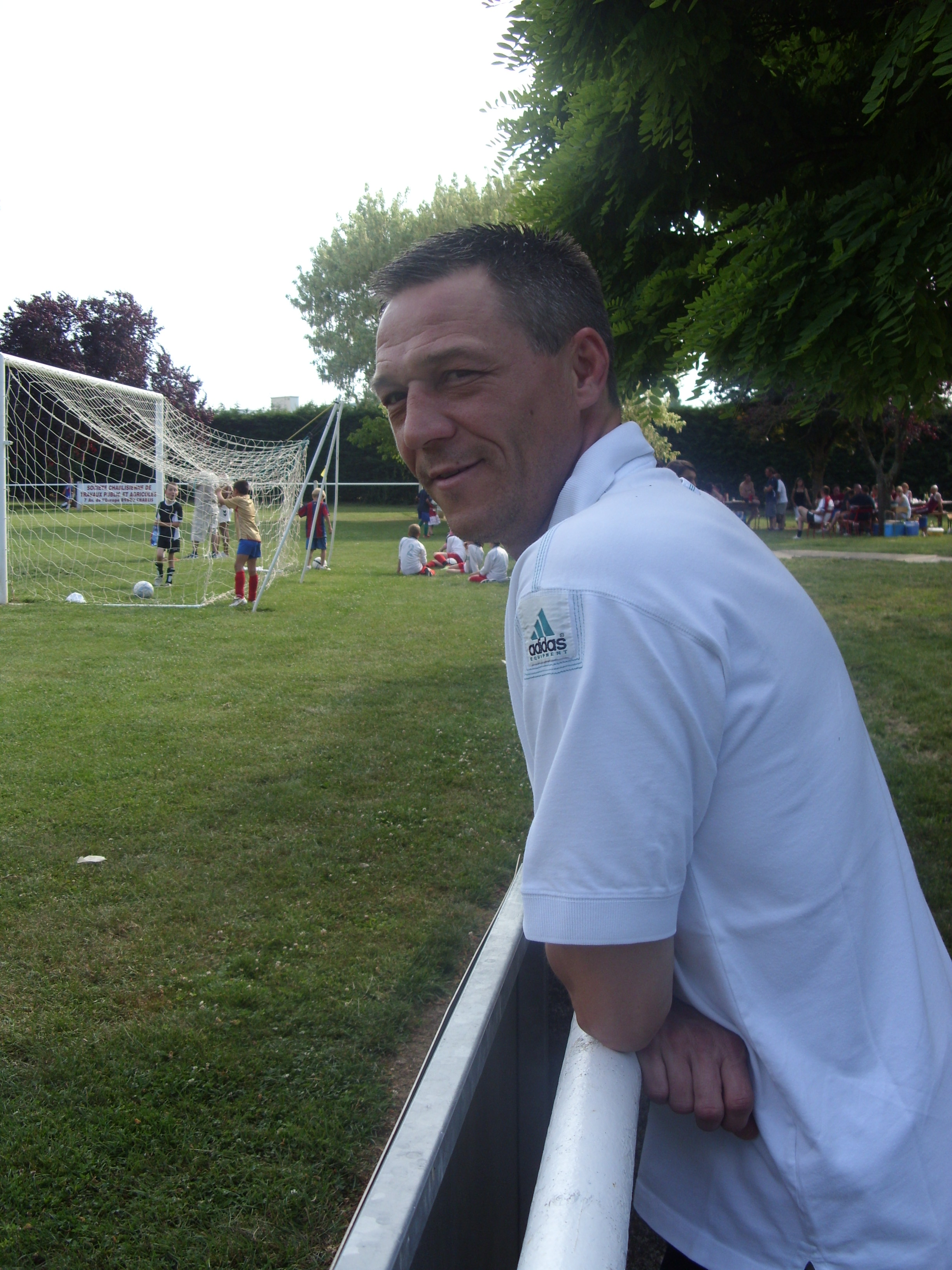
Frédéric Darras (2009)

Frédéric Darras (* 19. August 1966 in Guînes, Département Pas-de-Calais; † 27. Oktober 2010 in Maligny, Département Yonne) war ein französischer Fußballspieler. Nach seiner aktiven Laufbahn war er als Trainer tätig. Er starb am 27. Oktober 2010 an einem Herzinfarkt.

## Karriere
Darras begann seine Karriere als Jugendlicher in einem Sportverein seiner Geburtsstadt. Bald darauf schloss er sich zunächst der Jugendmannschaft und später der Mannschaft von AJ Auxerre anschloss, wo er bis 1992 spielte. Anschließend wechselte er für jeweils zwei Jahre zum FC Sochaux und zum SC Bastia. Im August 1996 wurde er von Steve McMahon für den Fußballclub von Swindon Town unter Vertrag genommen. Er wurde bereits in seiner ersten Saison als Stammspieler bei allen Spielen des Vereins eingesetzt. Auch in der 2. Saison begann er als Stammspieler in der Position eines Verteidigers. Der Verein stand auf einem Abstiegsplatz und da seine Leistung nicht ausreichte, stand er ab Weihnachten nicht mehr auf dem Platz. Insgesamt hatte er 55 Einsätze für Swindon Town absolviert. Darras kehrte nach Frankreich zurück und spielte von 1998 bis 1999 aus aktiver Fußballer für Red Star Paris.
Er beendete seine Karriere als Verteidiger und wurde dank seines Trainerdiploms Ausbilder bei Entente Reims Sainte-Anne. Seit der Saison 2004/2005 trainierte er die Mannschaft von Chablis im Département Yonne in der Bourgogne-Franche-Comté.